# The Congress
The Congress är en delvis animerad film från 2013 av regissören Ari Folman. Filmen hade premiär på Filmfestivalen i Cannes den 15 maj 2013. Huvudrollen görs av Robin Wright, som spelar en roll delvis baserad på henne själv.
Filmen är löst baserad på Stanisław Lems science fiction-roman Den stora framtidskongressen: ur Ijon Tichys minnen. Den andra halvan av filmen utspelar sig liksom boken i landet mellan verklighet och fantasi, och bokens kommunistiska diktatur motsvaras av underhållningsindustrin.

## Handling

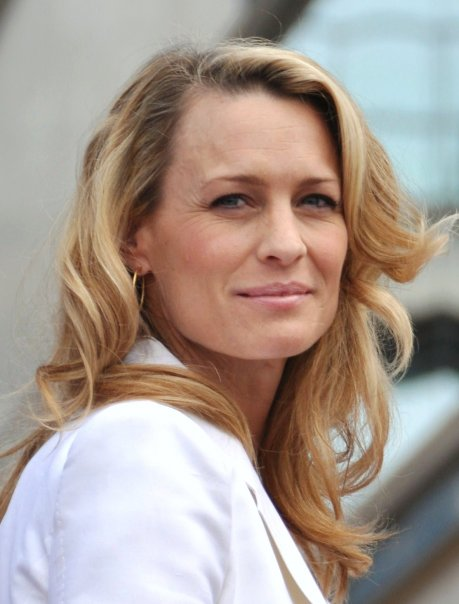
Robin Wright spelar rollen som Robin Wright, delvis baserad på henne själv.

Robin Wright (spelad av Robin Wright) prisades som ung för sin skönhet och skådespelartalang, men är nu 44 år och har ett rykte om sig att vara ett osäkert kort med en historia av dåliga livs- och karriärsval. Hon får ett erbjudande av filmbolaget Miramount Studios och direktören Jeff (Danny Huston) att de får 3D-skanna henne och använda hennes digitala och evigt unga kopia på film i utbyte mot en stor summa pengar och ett löfte att aldrig mer verka som skådespelare. Hennes agent Al (Harvey Keitel) övertygar henne att ta erbjudandet. Hon använder pengarna för att ta hand om sin sjuke son Aaron (Kodi Smit-McPhee).
20 år senare åker Robin till Abrahama, en animerad fantasivärld skapad av Miramount Nagasaki, som man når genom att andas in en drog. I Abrahama hålls Futuristkongressen, där Miramounts senaste produkt ska presenteras: möjligheten för personer att skapa sin egen fantasivärld och att anta avatarer. Företaget erbjuder Robin att sälja rättigheterna till sin avbild så att andra kan få uppleva att se ut som hon. Hon går med på det, men drabbas av en samvetskris. När hon under kongressen välkomnas upp på scenen tar hon tillfället i akt att uppmana publiken att inte förvandla människor till produkter. Hon släpas av scenen just som kongressen anfalls av rebeller som också motsätter sig de nya produkterna. I tumultet som följer möter Robin animatören Dylan Truliner (Jon Hamm), som hjälper henne i säkerhet. För att återta kontrollen över Abrahama pumpar Miramount in mer droger, vilket får Robin att hallucinera. Hennes läkare bestämmer att hon är så sjuk att hon måste frysas ner kryogeniskt till dess att hennes sjukdom går att bota.
Flera år senare vaknar hon, fortfarande kvar i den animerade världen. Dylan berättar att han har väntat vid hennes sida. De två utvecklar en kärleksrelation, men Robin saknar sina barn. Dylan visar henne att hennes dotter Sarah lever och frodas, men han har inte kunnat hitta hennes son Aaron. Robin bestämmer sig för att återvända till verkligheten för att leta efter honom. Där möter hon horder med apatiska, drogtyngda människor, fast i fantasivärlden. Hon lyckas hitta Aarons läkare, doktor Barker (Paul Giamatti), som berättar att Aarons symptom har förvärrats allt snabbare, och att han höll sig kvar i verkligheten ända fram till för sex månader sedan. Robin får en dos av Miramounts drog och hittar till slut sin son.

## Rollista
- Robin Wright – Robin Wright
- Harvey Keitel – Al
- Sami Gayle – Sarah Wright
- Kodi Smit-McPhee – Aaron Wright
- Danny Huston – Jeff
- Paul Giamatti – Dr Barker
- Jon Hamm – Dylan Truliner

## Produktion
Filmen är en fransk-israelisk-tysk-belgisk-polsk produktion. Spelfilmsdelarna spelades in i Kalifornien, medan animeringarna gjordes i Frankrike.